# Elecciones legislativas de Ecuador de 1918
Las elecciones legislativas de Ecuador de 1918 se celebraron ese año para renovar a la Cámara de Diputados de Ecuador.
Se eligieron 50 diputados, necesitando 41 votos para mayoría del Congreso en pleno junto a los 30 senadores electos en 1916.
Acorde a la normativa de la época, los legisladores eran electos por nominación libre de los electores, sin auspicio partidista o limitaciones por provincia, por lo que en ocasiones un legislador era electo por varias provincias o para ambas cámaras. 

## Senadores
30 Senadores, 16 votos para mayoría de la Cámara del Senado.
| Provincia  | Senador                            |
| ---------- | ---------------------------------- |
| Carchi     | Juan Manuel Lasso Ascásubi         |
| Carchi     | Miguel Angel Albornoz Tabares      |
| Imbabura   | Rafael Gomez de la Torre Najera    |
| Imbabura   | Alejandro Peñaherrera de la Guerra |
| Pichincha  | Juan Aurelio Villagomez Andrade    |
| Pichincha  | Guillermo Ordoñez Crespo           |
| León       | Pablo A Vasconez Aldaz             |
| León       | Antonio E. Arcos Ampudia           |
| Tungurahua | Manuel del Carmen Pachano Baca     |
| Tungurahua | Juan Benigno Vela Hervas           |
| Chimborazo | Carlos Larrea Donoso               |
| Chimborazo | Angel F. Araujo                    |
| Bolívar    | Gabriel J. Veintimilla F.          |
| Bolívar    | César D. Villavicencio Vera        |
| Cañar      | Miguel E. Seminario Marticorena    |
| Cañar      | Aurelio Bayas Argudo               |
| Azuay      | Octavio Cordero Palacios           |
| Azuay      | Luis A. Loyola García              |
| Loja       | Luis Felipe Jaramillo              |
| Loja       | Agustin Arias Valdivieso           |
| El Oro     | David B. Guzman                    |
| El Oro     | Agustin Valarezo                   |
| Guayas     | Cesareo Carrera Padron             |
| Guayas     | Julio Burbano Aguirre              |
| Los Ríos   | Octavio G. Icaza Garcia            |
| Los Ríos   | Serafin Wither Suarez              |
| Manabí     | Horacio F. Espinel                 |
| Manabí     | Pedro José Huerta Gomez de Urrea   |
| Esmeraldas | Leonardo J. Palacios Portocarrero  |
| Esmeraldas | Leonidas M. Drouet Avila           |

## Diputados
50 diputados, 26 votos para mayoría de la Cámara de Diputados.
| Provincia  | Diputado                           |
| ---------- | ---------------------------------- |
| Carchi     | Luis Gabriel Dávila                |
| Carchi     | Federico Segundo Guerrón           |
| Imbabura   | Victor M. Peñaherrera Espinel      |
| Imbabura   | Luis E. Monge                      |
| Pichincha  | Carlos Alberto Arteta Garcia       |
| Pichincha  | Ricardo Villavicencio Ponce        |
| Pichincha  | Luis Calisto Mestanza              |
| Pichincha  | Juan F. Game Valarezo              |
| Pichincha  | Manuel María Sanchez Baquero       |
| Pichincha  | Luis Robalino Davila               |
| León       | Pompeyo Hidalgo                    |
| León       | Angel Subia Urbina                 |
| León       | Luis Calisto Mestanza              |
| Tungurahua | Alfonso Moscoso Cardenas           |
| Tungurahua | Temístocles Terán Alvarez          |
| Tungurahua | Enrique Gallegos Anda              |
| Chimborazo | Pacifico Villagomez Borja          |
| Chimborazo | Alberto Larrea Chiriboga           |
| Chimborazo | Antonino Saenz Corral              |
| Chimborazo | Felix Flor Moncayo                 |
| Bolívar    | Augusto N. Veintimilla             |
| Bolívar    | Víctor Manuel Arregui Moscoso      |
| Cañar      | Miguel Heredia Crespo              |
| Cañar      | Daniel Cordova Toral               |
| Cañar      | Manuel Maria Borrero Gonzalez      |
| Azuay      | Alfonso Cuesta Ordoñez             |
| Azuay      | Honorio Vega Larrea                |
| Azuay      | Alfonso Malo Rodriguez             |
| Azuay      | Aurelio Bayas Argudo               |
| Azuay      | Julio Tobias Torres Gordillo       |
| Loja       | Ramon U. Eguiguren Riofrio         |
| Loja       | Pio Jaramillo Alvarado             |
| Loja       | Daniel Alvarez Burneo              |
| El Oro     | Francisco Ochoa Ortiz              |
| El Oro     | Maximiliano Pesantes R.            |
| Guayas     | Fausto Navarro Allende             |
| Guayas     | Manuel Tama Vivero                 |
| Guayas     | Ricardo Aguirre Aparicio           |
| Guayas     | Leonardo Sotomayor y Luna Orejuela |
| Guayas     | Pablo D. Terán Lascano             |
| Guayas     | Alejandro Ponce Elizalde           |
| Los Ríos   | Juan E. Verdezoto                  |
| Los Ríos   | Octavio G. Icaza Garcia            |
| Manabí     | Nestor E. Ledesma Velez            |
| Manabí     | Sergio E. Alcivar                  |
| Manabí     | Camilo Octavio Andrade             |
| Manabí     | Ernesto Vera Cedeño                |
| Manabí     | Nelson Loor Velasquez              |
| Esmeraldas | José Vicente Trujillo Gutiérrez    |
| Esmeraldas | Carlos Enrique Díaz Castrillon     |

Fuente: